# 밀레로보
밀레로보(러시아어: Миллерово)는 로스토프 주 밀레로프스키 군에 위치한 도시이름이다.
인구는 3만9,300명(2001년)이다.